# Єгуда Алкалай
Єгуда бен Шломо Хай Алкалай (*1798, Сараєво — †1878, Єрусалим) — сефардський рабин, каббаліст, один з провісників сіонізму. Передбачав створення держави Ізраїль і швидкий прихід Месії.

## Автобіографія
- Народився в місті Сараєво (Боснія).
- Дитинство провів в Єрусалимі, там же познайомився з кабалістикою.
- У 1825 у став рабином міста Семліна (Земун).
- У 1834 у видав буклет «Слухай, Ізраїль» — де висловлював ідею виникнення Ізраїлю в Святій землі і наближенню приходу Машиаха.
- Після 1850 року на кілька місяців переїжджає до Англії.
- У 1874 у остаточно переїхав в Землю Ізраїлю.

## Праці
- «Приємні шляхи», 1839 р.
- «Шалом Єрусалим», 1840 р.
- «Принесення Ієгуди», 1843 р.
- «Дар юдеї», 1845 р.